# Sanjie (köpinghuvudort i Kina, Zhejiang Sheng, lat 29,76, long 120,85)
Sanjie (kinesiska: 三界, 三界镇) är en köpinghuvudort i Kina. Den ligger i provinsen Zhejiang, i den östra delen av landet, omkring 85 kilometer sydost om provinshuvudstaden Hangzhou. Antalet invånare är 38 955. Befolkningen består av 19 804 kvinnor och 19 151 män. Barn under 15 år utgör 15,0 %, vuxna 15-64 år 67 %, och äldre över 65 år 16,0 %.
Runt Sanjie är det tätbefolkat, med 343 invånare per kvadratkilometer. Sanjie är det största samhället i trakten. I omgivningarna runt Sanjie växer huvudsakligen savannskog.
Genomsnittlig årsnederbörd är 2 022 millimeter. Den regnigaste månaden är juni, med i genomsnitt 356 mm nederbörd, och den torraste är januari, med 72 mm nederbörd.